# Пучужское сельское поселение
Пучужское сельское поселение или муниципальное образование «Пучужское» — упразднённое муниципальное образование со статусом сельского поселения в Верхнетоемском муниципальном районе Архангельской области России.
Соответствовало административно-территориальной единице в Верхнетоемском районе — Пучужский сельсовет.
Административный центр — деревня Кондратовская.
Законом Архангельской области от 26 апреля 2021 года № 413-25-ОЗ с 1 июня 2021 года упразднено в связи с преобразованием Верхнетоемского муниципального района в муниципальный округ.

## География
Пучужское сельское поселение находится на севере Верхнетоемского района, на левом берегу реки Северная Двина, при впадении в неё реки Кодима и курьи Лама, в которую впадает река Пучуга. Площадь территории поселения составляет 90180 га. Граничит на севере с Заостровским сельским поселением Виноградовского района Архангельской области, на юге и востоке — с Афанасьевским сельским поселением Верхнетоемского района Архангельской области.

## История
Муниципальное образование было образовано в 2004 году.
В XVI—XVII веках Пучуга входила в состав Подвинского стана (четверти) Важского уезда. Пучужская волость в XVI веке называлась Кодимской и состояла из двух волосток — Кодимской и Селецкой.
Здесь появился и развился вид русского народного промысла пучужская роспись, которая относится к борецко-тоемско-пучужской группе.

## Население
| 1970  | 1979  | 1992  | 2001  | 2002  | 2003  | 2004  |
| ----- | ----- | ----- | ----- | ----- | ----- | ----- |
| 2019  | ↘1707 | ↗1776 | ↘1579 | ↘1509 | ↗1517 | ↘1479 |
| 2010  | 2011  | 2012  | 2013  | 2014  | 2015  | 2016  |
| ↘1061 | ↘1055 | ↘1001 | ↘968  | ↘944  | ↘887  | ↘867  |
| 2017  | 2018  | 2019  | 2020  | 2021  |       |       |
| ↘839  | ↘821  | ↘787  | ↘773  | ↘746  |       |       |

Численность населения муниципального образования 1055 человека (на 01.01.2011). В 2009 году было 1207 человек. В 2006 году было 1834 человека.

## Населённые пункты
- Анциферовская
- Болтинская
- Даниловская
- Евдокимовская
- Жаравинская
- Закодимский
- Кодима (Пучуга)
- Кодимский
- Кондратовская
- Лухановская
- Мальцевская
- Нестеровская
- Перевал
- Петропавловская
- Пучужская
- Сергеевская
- Слуда
- Терешевская
- Троицкая
- Шаповская

## Интересные факты
В 1894 году Пучугу в Сольвычегодском уезде Вологодской губернии посетил путешествовавший по Русскому Северу известный художник Василий Верещагин.

### Карты
- Топографическая карта P-38-53,54. Зеленник